# Peter Nordell
Peter Nordell, né le 30 août 1966, est un rameur d'aviron américain. 

## Carrière
Peter Nordell participe aux Jeux olympiques de 1988 à Séoul et remporte la médaille de bronze avec le huit américain composé de Mike Teti, Jonathan Smith, Ted Patton, John Rusher, John Pescatore, Jeffrey McLaughlin, Doug Burden et Seth Bauer.